# MyRepublic
MyRepublic Limited – singapurskie przedsiębiorstwo telekomunikacyjne. Zostało założone w 2011 roku i jest jednym z głównych dostawców usług telekomunikacyjnych w kraju.